# Acropora elegans
Acropora elegans е вид корал от семейство Acroporidae. Видът е световно застрашен, със статут Уязвим.

## Разпространение
Разпространен е в Австралия, Индонезия, Папуа Нова Гвинея, Провинции в КНР, Тайван, Филипини и Япония.

## Описание
Популацията им е намаляваща.